# Rybnik (Sieradz)
Pour les articles homonymes, voir Rybnik (homonymie).
Rybnik est une localité polonaise de la gmina de Brzeźnio, située dans le powiat de Sieradz en voïvodie de Łódź.